# Лук розовый
Лук розовый (лат. Allium roseum) — вид многолетних травянистых растений рода Лук (Allium) семейства Амариллисовые (Amaryllidaceae).
В диком виде распространён на равнинах и предгорьях Средиземноморского региона: в Южной Европе, Северной Африке, Малой и Передней Азии.

## Ботаническое описание
Многолетнее травянистое растение, 15—40 см высотой. Листья линейные. Цветки 0,9—1,3 см длиной, розовые или палевые, собраны в плоский зонтик.

## Хозяйственное значение и применение
Может быть использован в качестве декоративного растения.